# Viggo Hansteen
Harald Viggo Hansteen (13 septembre 1900 - 10 septembre 1941) est un avocat norvégien qui fut exécuté par les nazis lors de l'occupation de la Norvège pendant la Seconde Guerre mondiale.

## Biographie
Harald Viggo Hansteen est né à Oslo, en Norvège. Lors de sa période d'étudiant, il rejoint l'organisation communiste norvégienne Mot Dag puis le Parti communiste à partir de 1929. Il devient avocat de la Cour suprême en 1933 et conseiller judiciaire auprès de la Confédération norvégienne des syndicats en 1936. En 1940, il part avec le gouvernement en exil à Londres, mais revint à Oslo en juin. Il contribuera fortement  à la prévention de la tentative du Nasjonal Samling de prendre le contrôle de la Confédération des syndicats.
Hansteen, sympathisant travailliste, est exécuté le 10 septembre 1941 pendant l'état de la loi martiale qui suivit la soi-disant grève du lait (Melkestreiken). Le lundi 8 septembre, les ouvriers de plusieurs usines d'Oslo apprennent en arrivant sur leur lieu de travail que leurs rations de lait quotidiennes ont été supprimées. Ils se mettent aussitôt en grève pour protester contre cette suppression. Le mouvement s'étendra à toute la ville dès le lendemain.
Rolf Wickstrøm, délégué syndical et président des travailleurs syndiqués au Skabo Jernbanevognfabrikk (en) à Oslo, est également exécuté. Hansteen et Wickstrøm furent les deux premiers citoyens norvégiens exécutés par les Allemands pendant les cinq années d'occupation de la Norvège. Ils sont enterrés dans le cimetière de Notre-Sauveur.
En 1948, un mémorial en granit avec un relief en bronze fut érigé sur le site de l'exécution de Hansteen à Årvoll (en), dans le quartier de Bjerke (Oslo). Le mémorial fut dirigé par le sculpteur norvégien Nic Schiøll (en) (1901-1984). Il est écrit:
« Viggo Hansteen, Rolf Wickstrøm. Les premières victimes de la lutte pour la liberté de la Norvège de 1940 à 1945. Tué par les Allemands le 10 septembre 1941. »